# Berlin Falling
Berlin Falling es un thriller basado en una idea de Ken Duken, quien hizo su debut como director en la película, y también desempeña uno de los dos papeles principales. Se estrenó mundialmente el 20 de junio de 2017 en el Festival Internacional de Cine de Shanghái. 

## Trama
El exsoldado Frank Balzer está traumatizado por sus misiones de guerra y completamente agotado.  Acaba de comenzar una nueva vida en Brandeburgo, donde vive solo en un apartamento abandonado y se refugia en el alcohol.  Un día va a Berlín para recoger a su hija Lilly, que vive con su exesposa, a la estación principal de trenes.  En el camino conoce a un hombre en una gasolinera, Andreas, el cual le pide que lo acerque a Berlín.  Este tiene una bomba y amenaza a Frank con un arma, mientras le muestra en su teléfono grabaciones en vivo de Lilly junto a su madre en el tren y lo amenaza con que a su hija le pasará algo si no lo lleva a Berlín.  Frank se da cuenta de que se ha convertido en una víctima.  Andreas le dice que fue seleccionado porque es un muy buen padre.

## Producción
Ken Duken, a quien también se le ocurrió la idea de la película, hizo su debut como director con Berlin Falling.  El guion fue escrito por Christoph Mille. Duken interpretó en la película a Frank Balzer, Tom Wlaschiha es Andreas y Tim Wilde asumió el papel del jefe de policía Koppe. 
El rodaje comenzó el 18 de diciembre de 2015.  La película fue filmada en 21 días en Berlín y Brandeburgo.  Los costes de producción ascendieron a unos 2 millones de euros.  Un primer tráiler fue lanzado en mayo de 2017.
Berlín Falling debutó el 20 de junio de 2017 en el Festival Internacional de Cine de Shanghai, donde se proyectó como parte del Jackie Chan Action Movie Week.  En Alemania, la película fue distribuida por NFP (NFP marketing & distribution).  A partir del 28 de junio de 2017, se proyectó por primera vez en Alemania en el Festival de Cine de Munich en la serie Spotlight, donde celebró su estreno en Europa.  A partir del 13 de julio de 2017, se proyectó durante tres días en cines alemanes.  El 20 de octubre de 2017, fue incluida en el programa de Sky.

## Recepción

### Calificación por edades
En Alemania la película es FSK 16. La declaración de lanzamiento dice: "La película se presenta en un escenario casi de cámara, pero a un ritmo narrativo alto y con elementos típicos de las películas de acción, así como una atmósfera amenazadora.  Los protagonistas son dibujados ambivalentes y apenas invitan a la identificación.  Sin embargo, los menores de 16 años pueden sentirse irritados por el estado de ánimo que prevalece y la violencia a veces drástica.  "

### Opiniones
Björn Schneider del Arbeitsgemeinschaft Kino - Gilde deutscher Filmkunsttheater explica que, mientras conducen juntos, el auto de Frank es un drama de suspenso en un espacio limitado: "Una especie de juego de cámara sobre cuatro ruedas, donde nunca se puede estar seguro de lo que sucederá. En esta primera mitad, Berlin Falling, es con mucho, la más fuerte, también porque los oponentes son dos personajes muy impulsivos y enérgicos que amenazan con explotar en cualquier momento.  "Ken Duken y Tom Wlaschiha encarnan sus personajes de manera auténtica e intensiva", dijo Schneider.
Stephen Fuchs, de German Pulse, recuerda en la historia contada en la película el ataque al mercado navideño de Berlín en la Gedächtniskirche, que ocurrió después de la finalización de la filmación de Berlin Falling.  Se estrenó en diciembre de 2016, junto con sus actores y partes del equipo de filmación.  Scott Roxborough, de The Hollywood Reporter, también apunta a la conexión impredecible entre la ubicación del ataque y la escena de la película, mientras Frank y Andreas pasan por el mercado de Navidad en Breitscheidplatz.